# George Richard Potter
George Richard Potter (* 6. August 1900 in Norwich, Norfolk; † 17. Mai 1981) war ein britischer Historiker. Er war 1931 bis 1965 Professor für Moderne und Mittelalterliche Geschichte an der University of Sheffield.
Er schrieb Biographien von Johannes Calvin, Thomas More und Ulrich Zwingli und war Mitherausgeber der The New Cambridge Modern History.

## Schriften
- Sir Thomas More (1478-1538), London: Parsons 1926
- mit M. Greengrass: John Calvin, St. Martin´s Press 1983
- Zwingli, Cambridge University Press 1976
- mit Edgar Bonjour, H. S. Offler A Short history of Switzerland, 1952, Greenwood Press 1985